# Shadowland
Shadowland (рус. Царство тени или Царство теней) — кроссовер-серия, стартовавшая в сентябре 2010 года и издаваемая Marvel Comics.

## История публикаций
Сюжет разворачивается в трёх сериях, а также включает в себя ряд выпусков, посвящённых отдельным персонажам — Человеку-пауку, Электре, Меченому, Лунному Рыцарю и Призрачному гонщику. Основная серия, Shadowland, выходит под авторством Энди Диггла и включает в себя несколько побочных серий: Blood on the Streets, сценаристом которой является Энтони Джонстон, Power Man Фрэда Ван Ленте, Moon Knight Грэга Хувитца и Daughters of the Shadow Джейсона Хендерсона. Позже, сюжет перешёл в серии Thunderbolts и Daredevil.

## Сюжет
Сорвиголова, известный под именем Зверь, пытается захватить контроль над Нью-Йорком. Ему противостоят «уличные» супергерои.

### Коллекционные издания
| Название                         | Включенные выпуски | Дата                                                       | ISBN                                  |
| -------------------------------- | --- | ---------------------------------------------------------- | ------------------------------------- |
| Shadowland: Daredevil            | Daredevil #508—512 | февраль 2011                                               | ISBN 0-7851-4399-8                    |
| Shadowland                       | Shadowland #1—5 | февраль 2011 (твёрдая обложка) январь 2011 (мягка обложка) | ISBN 0-7851-4762-4 ISBN 1-84653-473-9 |
| Shadowland: Blood on the Streets | Shadowland: Blood on the Streets #1—4                                                                                                 | март 2011                                                  | ISBN 0-7851-4399-8                    |
| Shadowland: Power Man            | Shadowland: Power Man #1—4 | апрель 2011                                                | ISBN 0-7851-4397-1                    |
| Shadowland: Moon Knight          | Shadowland: Moon Knight #1—3 | март 2011                                                  | ISBN 0-7851-4889-2                    |
| Shadowland: Street Fighters      | Shadowland: Daughters Of The Shadow #1—3, Shadowland: Bullseye, Shadowland: Elektra, Shadowland: Ghost Rider и Shadowland: Spider-Man | март 2011                                                  | ISBN 0-7851-4889-2                    |
| Shadowland: Thunderbolts         | Thunderbolts #148—149 | апрель 2011                                                | ISBN 0-7851-5218-0                    |